# Saison 2007 de l'équipe cycliste Cofidis
L'équipe cycliste Cofidis participait en 2007 au ProTour.

## Effectif
| Cycliste              | Date de naissance | Nationalité | Équipe 2006       |
| --------------------- | ----------------- | ----------- | ----------------- |
| Stéphane Augé         | 06/12/1974        | France      | Cofidis           |
| Frédéric Bessy        | 09/01/1972        | France      | Cofidis           |
| Mickaël Buffaz        | 21/05/1979        | France      | Agritubel         |
| Sylvain Chavanel      | 30/06/1979        | France      | Cofidis           |
| Kevin De Weert        | 27/05/1982        | Belgique    | Quick Step        |
| Hervé Duclos-Lassalle | 24/12/1979        | France      | Cofidis           |
| Leonardo Duque        | 10/04/1980        | Colombie    | Cofidis           |
| Michiel Elijzen       | 31/08/1982        | Pays-Bas    | Cofidis           |
| Tyler Farrar          | 02/06/1984        | États-Unis  | Cofidis           |
| Bingen Fernández      | 15/12/1972        | Espagne     | Cofidis           |
| Nicolas Hartmann      | 03/03/1985        | France      | Néo-professionnel |
| Maryan Hary           | 27/05/1980        | France      | Bouygues Telecom  |
| Mathieu Heijboer      | 04/02/1982        | Pays-Bas    | Cofidis           |
| Frank Høj             | 04/01/1973        | Danemark    | Gerolsteiner      |
| Yann Huguet           | 02/05/1984        | France      | Néo-professionnel |
| Geoffroy Lequatre     | 30/06/1981        | France      | Cofidis           |
| Sébastien Minard      | 12/06/1982        | France      | Cofidis           |
| Amaël Moinard         | 02/02/1982        | France      | Cofidis           |
| David Moncoutié       | 30/04/1975        | France      | Cofidis           |
| Maxime Monfort        | 14/01/1983        | Belgique    | Cofidis           |
| Damien Monier         | 27/08/1982        | France      | Cofidis           |
| Cristian Moreni       | 21/11/1972        | Italie      | Cofidis           |
| Nick Nuyens           | 05/05/1980        | Belgique    | Quick Step        |
| Iván Parra            | 14/10/1975        | Colombie    | Cofidis           |
| Staf Scheirlinckx     | 12/03/1979        | Belgique    | Cofidis           |
| Christopher Sutton    | 10/09/1984        | Australie   | Cofidis           |
| Tristan Valentin      | 23/02/1982        | France      | Cofidis           |
| Rik Verbrugghe        | 23/07/1974        | Belgique    | Cofidis           |
| Bradley Wiggins       | 28/04/1980        | Royaume-Uni | Cofidis           |
| Steve Zampieri        | 04/06/1977        | Suisse      | Phonak            |

## Victoires
| Date       | Course                                                | Pays               | Classe | Vainqueur          |
| ---------- | ----------------------------------------------------- | ------------------ | ------ | ------------------ |
| 09/02/2007 | 3e étape de l'Étoile de Bessèges                      | France             | 2.1    | Nick Nuyens        |
| 11/02/2007 | Classement général de l'Étoile de Bessèges            | France             | 2.1    | Nick Nuyens        |
| 25/03/2007 | Cholet-Pays de Loire                                  | France             | 1.1    | Stéphane Augé      |
| 13/04/2007 | 4e étape du Circuit de la Sarthe                      | France             | 2.1    | Christopher Sutton |
| 08/05/2007 | 1re étape des Quatre Jours de Dunkerque               | France             | 2.HC   | Bradley Wiggins    |
| 10/06/2007 | Prologue du Critérium du Dauphiné libéré              | France             | PT     | Bradley Wiggins    |
| 17/06/2007 | 4e étape du GP Internacional CTT Correios de Portugal | Portugal           | 2.1    | Tyler Farrar       |
| 23/06/2007 | 3e étape de la Route du Sud                           | France             | 2.1    | Amaël Moinard      |
| 22/08/2007 | Prologue de l'Eneco Tour                              | Belgique/ Pays-Bas | PT     | Michiel Elijzen    |
| 23/08/2007 | 1re étape de l'Eneco Tour                             | Belgique/ Pays-Bas | PT     | Nick Nuyens        |
| 19/09/2007 | 16e étape du Tour d'Espagne                           | Espagne            | PT     | Leonardo Duque     |

## Classements UCI ProTour

### Individuel
Classement au ProTour 2007 des coureurs de l'équipe Cofidis.
| Rang | Coureur          | Points |
| ---- | ---------------- | ------ |
| 72   | Maxime Monfort   | 31     |
| 89   | Nick Nuyens      | 18     |
| 99   | Leonardo Duque   | 14     |
| 100  | Iván Parra       | 13     |
| 141  | Sylvain Chavanel | 7      |
| 194  | Bradley Wiggins  | 3      |
| 195  | Michiel Elijzen  | 3      |

### Équipe
L'équipe Cofidis a terminé à la 12e place avec 249 points.

## Classements Coupe de France

### Individuel
| Rang | Coureur            | Points |
| ---- | ------------------ | ------ |
| 4    | Yann Huguet        | 95     |
| 13   | Stéphane Augé      | 62     |
| 15   | Maryan Hary        | 59     |
| 19   | Christopher Sutton | 53     |
| 26   | Mickaël Buffaz     | 40     |
| 31   | Sylvain Chavanel   | 35     |
| 58   | Nicolas Hartmann   | 12     |
| 69   | David Moncoutié    | 8      |
| 71   | Staf Scheirlinckx  | 6      |
| 72   | Maxime Monfort     | 6      |
| 82   | Leonardo Duque     | 3      |
| 83   | Frédéric Bessy     | 3      |

### Équipe
L'équipe Cofidis a terminé à la 2e place avec 112 points.